# Fozières
Fozières – miejscowość i gmina we Francji, w regionie Oksytania, w departamencie Hérault.
Według danych na rok 1990 gminę zamieszkiwało 137 osób, a gęstość zaludnienia wynosiła 25 osób/km² (wśród 1545 gmin Langwedocji-Roussillon Fozières plasuje się na 766. miejscu pod względem liczby ludności, natomiast pod względem powierzchni na miejscu 989.).